# Eugen von Le Blanc Souville
Eugen Charles Henry Ernest von Le Blanc de Souville, auch Le Blanc Souville (* 17. April 1801 in Magdeburg; † 23. April 1886 in Berlin) war ein preußischer Generalmajor.

## Leben

### Herkunft
Er war der Sohn von François Pierre Hercule von Le Blanc Souville (1768–1838) und dessen Ehefrau Adelaide, geborene Bernard. Sein Vater war preußischer Oberstleutnant a. D., zuletzt Führer des 34. Garnisonsbataillons.

### Militärkarriere
Souville begann seine Karriere in der Preußischen Armee am 27. Juli 1816 mit dem Eintritt in die 3. Pionierabteilung. Zwei Jahre später wurde er als Portepeefähnrich in das 2. Garde-Regiment zu Fuß versetzt und stieg hier im März 1819 zum Sekondeleutnant auf. Von Oktober 1822 bis Ende September 1825 absolvierte Souville zur weiteren Ausbildung die Allgemeine Kriegsschule.
Zu Beginn der Revolution von 1848 war er Major des 2. Garde-Regiments zu Fuß und Adjutant des Gouverneurs von Berlin. Unter Umgehung des eigentlich zuständigen Generals Karl von Prittwitz, wollte Prinz Wilhelm ihn nach Beginn der revolutionären Kämpfe am 18. März nach Charlottenburg senden, um Verstärkung zum Stadtschloss zu holen. Nachdem er beim Heraustreten aus dem Schloss tätlich angegriffen wurde, gab er seinen Auftrag an einen Offizier, der Zivilkleidung trug, weiter. Dieser führte ihn zwar aus, veränderte ihn aber durch einen willkürlichen Zusatz und leistete damit einen bedeutenden Beitrag zur Steigerung der Verwirrung bei der Truppenführung an diesem Tag. 
Am 10. März 1855 zum Kommandeur des Garde-Reserve-Infanterie-Regiments ernannt, folgte im Juli seine Beförderung zum Oberst. Unter Stellung à la suite des Regiments wurde Souville am 22. Mai 1858 zum Kommandeur der 28. Infanterie-Brigade ernannt und in dieser Stellung am 22. November 1858 zum Generalmajor befördert. Mitte Januar 1859 übernahm er dann das Kommando über die 9. Infanterie-Brigade und wurde am 3. Oktober 1859 mit dem Roten Adlerorden II. Klasse mit Eichenlaub ausgezeichnet. Am 18. August 1860 nahm Souville mit Pension seinen Abschied.
Er wurde nach seinem Tod auf dem Invalidenfriedhof beigesetzt.
Souville war Ehrenritter des Johanniterordens. Die Kurstadt Kissingen verlieh ihm als langjährigen Kurgast im Jahr 1881 für 25 Besuche die Ehrenbürgerwürde.

### Familie
Als Oberstleutnant hatte sich Souville mit Albertine Bernard, die Tochter des Jacques Marie Bernard, Präsident und Generalintendant der preußischen Post, und der Johanna Katharina Schaffer verheiratet.